# Thymus grisebachii
Thymus grisebachii là một loài thực vật có hoa trong họ Hoa môi. Loài này được Ronniger miêu tả khoa học đầu tiên năm 1936.